# Tomiko Kaneko
Tomiko Kaneko (金子登美子, Kaneko Tomiko) is een Japanse pianiste.
Ze studeerde aan de Musashino Muziek Academie in Tokio en vervolgde haar opleiding aan de Muziek Academies van München en Karlsruhe.

Ze voert onder meer wereldpremières uit van Duitse componisten als Bertolt Hummel. Ze is lid van de Schumann Society in Japan.
Tomiko Kaneko was gehuwd met de Nederlandse pianist Martyn van den Hoek, die in 2022 overleed.